# Austropion mandibularis
Austropion mandibularis är en stekelart som beskrevs av Ian D. Gauld 1984. Austropion mandibularis ingår i släktet Austropion och familjen brokparasitsteklar. Inga underarter finns listade.